# Koffernagel

Koffernaglar

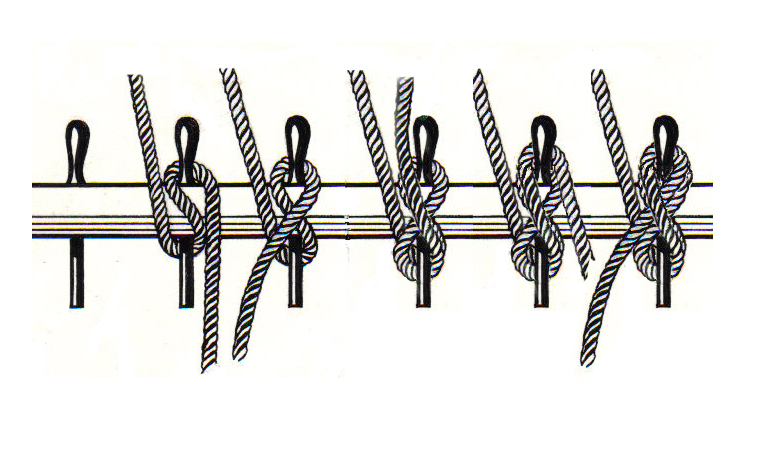
Koffernaglar

Koffernagel är en tjock järnpinne eller svarvad träpinne som är löst nedsatt genom hål i en nagelbänk eller i relingen på ett segelfartyg för att göra fast tågändar som tillhör tacklingen.